# Джемини (космическа програма)
Вижте пояснителната страница за други значения на Джемини.
Джемини (на английски: Gemini) е втората американска програма за пилотирани космически полети. Провежда се от 1962 до 1966 г. Името на програмата идва от латинската дума gemini, която означава близнаци (така е кръстено третото съзведие на зодиака с двете звезди – близнаци Кастор и Полукс). Това име получават и космическите кораби на САЩ – второ поколение, използвани в програмата.

## История
След като на 25 май 1961 г. Президентът на САЩ Джон Ф. Кенеди оповестява решението на американската администрация за полет до Луната, за длъжностните лица на НАСА става ясно, че програмата Мъркюри трябва да бъде продължена, за да се натрупа достатъчно опит, който да подпомогне стартиращата програма Аполо. За тази цел е необходимо конструирането на по – функционален космически кораб, способен да изпълнява сложни маневри на околоземна орбита, който да бъде с екипаж от двама души. На 7 декември 1961 г. корабът, разглеждан като модификация на стария е наречен Мъркюри Mark ІІ. Действително, корабът „Джемини“ външно почти напълно наподобява Мъркюри, но е напълно нова разработка, целяща да предостави на НАСА необходимата техника и технология за отработване на сложни маневри на околоземна орбита. По маса той превъзхожда Мъркюри два пъти, а това превишава възможностите на използваната ракета – носител Атлас D и се налага намирането на нов. Такъв се оказва междуконтиненталната балистична ракета Титан II. Постепенно става ясно, че това е съвсем нова космическа програма, междинна, но крайно необходима стъпка между програмите Мъркюри и Аполо. На 3 януари 1962 г. новата програма е наречена „Джемини“ (на български: близнаци), защото двамата астронавти ще седят в кабината на кораба един до друг. Новия ракетно – космически комплекс се характеризира с много висока надеждност – от дванадесет старта няма нито един сериозен проблем с космическия кораб или ракетата – носител. Програмата не е част от програмата Аполо (пилотирани полети до Луната), но е първата стъпка в тази посока. През януари 1969 г., НАСА подготвя разчет на разходите по програмата за Конгреса на САЩ. Според този доклад втората пилотирана космическа програма струва 1,285 млрд. долара.

## Цели на програмата
- Да демонстрира издръжливост на хора и оборудване за по – продължителни космически полети, до две седмици, необходими за кацането на Луната;
- Да осъществи среща и скачване с друг космически летателен апарат на околоземна орбита;
- Да маневрира космически кораб на орбита с помощта на двигатели за ориентация и корекция на полета;
- Да осъществи излизане в открития космос извън защитата на космическия кораб и да оцени способността на астронавтите да изпълняват задачи там;
- Да усъвършенства техниката за навлизане в атмосферата и приводняване в предварително избраното място;
- Да осигури на астронавтите опит за среща и скачване с други обекти, както и за работа в открития космос необходими за програмата Аполо.

## Дизайн на програмата
За разлика от първата космическа програма Мъркюри, която е много натоварена и широкообхватна, втората космическа програма на САЩ се характеризира с по-малко, но точно заложени цели. Отново, основен приоритет на НАСА е максималната сигурност на полетите. Наред с това са предвидени нови, неизпитани от никого до момемнта параметри. На първо място, космическите полети към началото на 60-те години на 20 век са твърде краткотрайни. За достигане до Луната и връщане обратно са необходими поне осем денонощия. Така че новият кораб трябва да има автономност около две седмици, респективно да се докаже възможността човек да прекара толкова време в космоса. Освен това корабът трябва да може да извършва сложни маневри за скачване с друг безпилотен обект (бъдещия лунен модул) на околоземна орбита. За едно евентуално стъпване на лунната повърхност е необходимо да бъде доказана възможността човек да работи в открития космос, извън кабината на космическия кораб, с помощта на специално конструиран скафандър. Също така трябва да бъдат подготвени повече астронавти (екипажите стават многочленни) и тренировките им да са съобразени с новите изисквания. Не на последно място, НАСА разчита на значително подобряване на техниката за навлизане в атмосферата и повишаване на точността при кацането на новия кораб.

## Летателни апарати

### Ракета-носителТитан GLV-2
Mасата на космическия кораб „Джемини“ (3760 кг.) превишава възможностите на тогавашните ракети-носители на САЩ и поради тази причина за носител е модифицирана по-мощната междуконтинентална балистична ракета с голям радиус на действие Титан II. Ракетата е двустепенна с течно гориво и два двигателя за първата и един за втората степен, работещи с аерозин 50 като гориво и диазотен тетраоксид като окислител. Ракетата има известни различия с базовата конструкция, основно свързани с безопасността. В носителя е монтирана система за диагностика и подобрена система срещу отказ на двигателите. Системата за управление на полета е дублирана, което повишава надеждността на ракетно – космическия комплекс. Радиоуправлението е заменено с автоматична система за управление. Доработките на Титан II са контролирани от USAF.

### Ракетна мишенаАджена
Специално е създадена орбитална мишена за скачване на базата на ракетата – носител Тор-Аджена. Ракетите използват първата степен на ракетата Тор и втората степен на Аджена с добавен към нея възел за скачване. По този начин втората степен е извеждана на околоземна орбита и превърната в мишена за космическия кораб „Джемини“. При някои от мисиите двигателите на Аджена са използвани за увеличаване апогея на орбитата. Като цяло комплексът Тор – Аджена – Аеродинамичен обтекател – Възел за скачване се оказва сложен и частично ненадежден. Независимо от проблемите при първите мисии, в които е използван, той изиграва ключова роля в подготовката на американските астронавти. Първото скачване в света между космически кораб и безпилотен обект (Аджена-8) е осъществено на 16 март 1966 г. от Нийл Армстронг по време на мисията Джемини 8.

### Космически корабДжемини
През 1961 г. НАСА избира Дъглас Еъркрафт, който е главен изпълнител на капсулата Мъркюри, за изпълнител на новия космически кораб. През 1963 г. е доставена първата капсула. Със своята маса от близо четири тона, „Джемини“ е два пъти по – тежък от Мъркюри. В кораба са въплатени много авангардни технически решения. „Джемини“ е първият пилотиран космически кораб с бордови компютър, който улеснява управлението и контрола на мисията. За разлика от другите космически кораби на борда му има радар и изкуствен хоризонт – устройства, подобни на тези, използвани в авиационната индустрия. За разлика от Мъркюри, който може да се върти само около надлъжната си ос, космическият кораб „Джемини“ е проектиран за изпълнение на маневри по трите перпендикулярни оси (напред / назад, наляво / надясно, нагоре / надолу), а също може да променя плоскостта на своята орбита. Корабът използва тези възможности за скачване с мишената Аджена, която също има свой собствен двигател. Основната разлика в дизайна между „Джемини“ и Мъркюри е, че последния е изпълнен по монокапсулна схема, т.е. всички системи са разположени в обема на капсулата и повечето от тях са достъпни единствено през люка на астронавта. За разлика от Мъркюри, при „Джемини“ енергийните източници, двигателите и животоподдържащите системи са разположени в напълно отделен модул, разположен зад кабината на екипажа. Много компоненти в самата капсула са достъпни чрез свои собствени малки люкове за достъп. Така се оформя схемата команден модул/сервизен модул, използвана и при космическия кораб от трето поколение Аполо. Първоначалното намерение на конструкторите е „Джемини“ да кацне на твърда земя, а не в океана. Този проект в крайна сметка отпада и схемата на кацане е както при Мъркюри. Разликата е в това, че капсулата е ориентирана (става възможно поради съвършената бордова апаратура за навигация и управление на полета) по ъгъл близък до хоризонтала, така че топлинния щит първи влиза в контакт с водната повърхност. Това елиминира нуждата за кацане с използване на надуваема възглавница, използван в капсулата Мъркюри. В началото на програмата, краткотрайните мисии имат електрическо захранване с батерии, а по-късно за първи път са използвани горивни клетки в пилотиран космически кораб.

## Управление на полетите
Две безпилотни и десет пилотирани мисии са контролирани от новия Център за управление на полетите (ЦУП), разположен в Хюстън, Тексас. За да бъдат проследявани пилотираните мисии на орбита е използвана мрежата от радиостанции около екватора – мобилни, на кораби в океаните и построените в Австралия и Африка радиотелескопи за програмата Мъркюри. Същевременно, съществуващата вече глобална мрежа (т. нар. MNT) за засичане и проследяване, която води космическия кораб от старта до приводняването е разширена значително и са усъвършенствани основните и компоненти. Това дава възможност за много точна локация и за прецизно управление на космическия кораб от Земята. Всичко това повишава възможностите за осъществяване на засичане, сближаване и скачване с други обекти на околоземна (след няколко години и на окололунна) орбита. След време операциите по усъвършенстване на глобалната мрежа и нейните елементите ще бъдат повторени отново – за програмите Аполо и Спейс шатъл. До днес, Центъра за управление на полетите в Хюстън, Тексас е действащ и осигурява поддръжка на американските космически мисии.

## Астронавти
За програмата „Джемини“ е сформирана от НАСА на 17 септември 1962 г. втора група астронавти – Група НАСА-2. В десетте полета по програмата вземат участие астронавти от първа група – Група НАСА-1 и от сформираната на 18 октомври 1963 г. (година и половина след началото на програмата) трета група – Група НАСА-3. Общо в програмата вземат участие двадесет и един астронавта. Всички те преминават повече от две годишен курс на обучение.

### Списък на участниците
- Уилям Андерс;
- Нийл Армстронг;
- Чарлс Басет;
- Алън Бийн;
- Франк Борман;
- Ричард Гордън;
- Върджил Грисъм;
- Джон Йънг;

- Гордън Купър;
- Чарлс Конрад;
- Майкъл Колинс;
- Джеймс Ловел;
- Джеймс Макдивит;
- Едуин Олдрин;
- Юджийн Сърнън;
- Елиът Сий;
- Дейвид Скот;
- Томас Стафорд;
- Едуард Уайт;
- Клифтън Уилямс;
- Уолтър Шира.

От тези астронавти, участие в космически полети вземат шестнадесет души. Елиът Сий (командир) и Чарлс Басет са основен екипаж на космическия кораб Джемини 9, но загиват при тренировка с реактивен учебен самолет Т-38 преди изпълнението на мисията. Полетът е проведен под името Джемини 9А с друг екипаж. Алън Бийн (командир) и Клифтън Уилямс са включени в дублиращия екипаж на мисията Джемини 10. Клифтън Уилямс загива при тренировъчен полет. Уилям Андерс е пилот на дублиращия екипаж на кораба Джемини 11 и също не взема участие в космически полет по програмата „Джемини“.

## Хронология на полетите
Между месец април 1964 г. и месец ноември 1966 г. НАСА извежда на околоземна орбита 12 космически кораба. От тези полети първите два са безпилотни. Останалите десет са пилотирани мисии и са осъществени за по-малко от две години – между месец март 1965 г. и месец ноември 1966 г. В хронологичен ред полетите са осъществени така:
| Старт             | Ракета-носител | Сериен №   | Име на кораба | Емблема на мисията | Екипаж                      | Продължителност на полета      | Маса, кг | NSSDC ID                      | Бележка |
| ----------------- | -------------- | ---------- | ------------- | ------------------ | --------------------------- | ------------------------------ | -------- | ----------------------------- | --- |
| 8 април 1964      | Титан GLV-2    | 62 – 12556 | Джемини 1     |                    | безпилотен                  | ~ 3 денонощия 23 часа          | 3187     | 1964-018А                     | Първи безпилотен изпитателен полет на космическия кораб. |
| 19 януари 1965    | Титан GLV-2    | 62 – 12557 | Джемини 2     |                    | безпилотен                  | 18 минути 16 секунди           | 3134     | суборбитален космически полет | Суборбитален безпилотен полет за изпитание на топлинния щит. |
| 23 март 1965      | Титан GLV-2    | 62 – 12558 | Джемини 3     |                    | Върджил Грисъм Джон Йънг    | 4 часа 52 минути               | 3237     | 1965-024А                     | Първи пилотиран полет по програмата. Първа орбитална маневра, извършена от космически апарат. Поради грешка в изчисленията корабът се приводнява далеч от планирания район.                                                                                      |
| 3 юни 1965        | Титан GLV-2    | 62 – 12559 | Джемини 4     |                    | Джеймс Макдивит Едуард Уайт | 4 денонощия 1 час 56 минути    | 3574     | 1965-043А                     | Първо излизане в открития космос на астронавт от САЩ. Поради проблеми с бордовата апаратура завръщането на Земята става по балистична траектория. |
| 21 август 1965    | Титан GLV-2    | 62 – 12560 | Джемини 5     |                    | Гордън Купър Чарлс Конрад   | 7 денонощия 22 часа 55 минути  | 3605     | 1965-068А                     | Първи рекорд за продължителност на полета, поставен от астронавти на САЩ. Поради много проблеми бордовата апаратура не успяват да се сближат с кораба-мишена Аджена; кацането става на 120 км. от разчетната точка.                                              |
| 4 декември 1965   | Титан GLV-2    | 62 – 12562 | Джемини 7     |                    | Франк Борман Джеймс Ловел   | 13 денонощия 18 часа 35 минути | 3663     | 1965-100А                     | Рекорд за продължителност на полета. Първо сближаване на два космически апарата. |
| 15 декември 1965  | Титан GLV-2    | 62 – 12561 | Джемини 6А    |                    | Уолтър Шира Томас Стафорд   | 1 денонощие 1 час 51 минути    | 3546     | 1965-104А                     | Планиран за октомври 1965, но отложен поради неуспешния старт на Аджена. Изстрелян след Джемини 7, затова е с номер „6А“. Групов полет на двата космически кораба.                                                                                               |
| 16 март 1966      | Титан GLV-2    | 62 – 12563 | Джемини 8     |                    | Нийл Армстронг Дейвид Скот  | 10 часа 41 минути              | 3789     | 1966-020А                     | Първо скачване на два космически апарата (с Аджена-8). Поради проблеми с единия двигател за ориентация се налага апаратите да бъдат разделени по-рано от предвиденото. Полетът е прекратен принудително, но е отчетен като успешен.                              |
| 3 юни 1966        | Титан GLV-2    | 62 – 12564 | Джемини 9А    |                    | Томас Стафорд Юджийн Сърнън | 3 денонощия 21 минути          | 3750     | 1966-047А                     | По време на полета се отработват методи на сближаване с мишена в космоса. Проведено е излизане в открития космос, но целите му не са изпълнени докрай. |
| 18 юли 1966       | Титан GLV-2    | 62 – 12565 | Джемини 10    |                    | Джон Йънг Майкъл Колинс     | 2 денонощия 22 часа 47 минути  | 3763     | 1966-066А                     | Скачване с мишената Аджена-10. С помощта на нейните двигатели се преминава на по-висока орбита за среща с мишената Аджена-8, Сближението е до 3 м. Излизане в открития космос на Майкъл Колинс.                                                                  |
| 12 септември 1966 | Титан GLV-2    | 62 – 12566 | Джемини 11    |                    | Чарлс Конрад Ричард Гордън  | 2 денонощия 23 часа 17 минути  | 3798     | 1966-081А                     | Скачване с мишената Аджена-11. Ричард Гордън излиза в открития космос и свързва с помощта на въже двата летателни апарата. Експеримент за създаване на изкуствена гравитация. Достигната е орбита с рекорден апогей – 1372 км. Първо кацане в автоматичен режим. |
| 11 ноември 1966   | Титан GLV-2    | 62 – 12567 | Джемини 12    |                    | Джеймс Ловел Едуин Олдрин   | 3 денонощия 22 часа 35 минути  | 3762     | 1966-104А                     | Последен полет по програмата. Среща и ръчно скачване с мишената Аджена-12. Излизане в открития космос на Едуин Олдрин с продължителност 5 часа и 30 минути – рекорд в следващите четири години.                                                                  |

## Резултати
По време на програмата Джемини са извършени редица експерименти, които пряко допринасят за това само след три години човешки крак да стъпи на Луната. С провеждането на десет пилотирани полета за по-малко от две години, САЩ компенсират първоначалното си изоставане от СССР. В надпреварата за овладяването на космическото пространство се отваря нова глава.

## Развитие
Big Gemini (или съкр. Big G) е друго предложение от Дъглас Еъркрафт направено през август 1969 г. Това е проект за космически кораб с голям капацитет, способен да транспортира дванадесет астронавти на околоземна орбита. Тази модификация е много внимателно обсъждана в НАСА, но агенцията решава в полза на новия проект Спейс шатъл – космически кораб за многократно използване от четвърто поколение. USAF също имат интерес, но към друга доработка на кораба – Gemini В. Този кораб е предвиден за военната програма Пилотирана орбитална лаборатория. След като министърът на отбраната на САЩ Мелвин Леърд отменя програмата през 1969 г. този проект е изоставен. Все пак по програмата Пилотирана орбитална лаборатория е извършен един изпитателен полет – на 3 ноември 1966 г. ракетата – носител Титан IIIC извежда на орбита в качеството на макет космическия кораб Джемини 2, основно ремонтиран за тази мисия от Дъглас Еъркрафт. Това е първият космически кораб летял в космоса два пъти.